# Fate/unlimited codes
Fate/unlimited codes, pubblicato come Fate/unlimited codes Portable nella versione per PSP uscita in Giappone, è un videogioco picchiaduro ideato da Cavia, sviluppato da Eighting e pubblicato da Capcom. È stato pubblicato in Giappone per arcade l'11 giugno 2008 e per PlayStation 2 il 18 dicembre 2008. Un port migliorato è stato inoltre reso disponibile per PlayStation Portable in Giappone il 18 giugno 2009 e successivamente è stato distribuito digitalmente su PlayStation Store in Nord America e in Europa rispettivamente il 3 e il 10 settembre 2009.
Basato sulla visual novel Fate/stay night di Type-Moon, al giocatore viene data la possibilità di giocare nei panni di ciascuno dei suoi personaggi durante le battaglie. L'idea di un titolo picchiaduro esisteva dal 2003, ma ha dovuto affrontare molteplici problemi fino alla sua uscita nel 2008. Kinoko Nasu e altri membri dello staff della visual novel originale hanno lavorato assieme agli sviluppatori per raccontare gli eventi sotto forma di combattimenti tra maghi definiti come Master e spiriti sconosciuti noti come Servant. Questo gioco segna la prima apparizione del Servant Saber Lily basato su un design di Saber utilizzato nella visual novel nella Route di Unlimited Blade Works. La colonna sonora è stata composta da Basiscape.
Il gioco ha goduto di buone vendite in Giappone e ha ricevuto un'accoglienza generalmente positiva nelle regioni occidentali, ottenendo un 72 su 100 sull'aggregatore di recensioni Metacritic. I recensori hanno elogiato le meccaniche di gioco equilibrate ma hanno criticato la sua presentazione in quanto avrebbe potuto confondere i nuovi arrivati nel franchise. Il gioco è stato spesso paragonato a Soulcalibur: Broken Destiny, altro titolo picchiaduro uscito su PSP.

## Modalità di gioco
Lo scopo del gioco è quello di un classico picchiaduro a incontri in 3D, ovvero scegliere un personaggio e affrontare una serie di avversari in combattimenti all'arma bianca, sconfiggendoli fino a fargli svuotare del tutto la barra della salute. Oltre a quest'ultima sono presenti due ulteriori barre. La prima, posta nel lato inferiore dello schermo e chiamata Magic Burst, rappresenta il potere magico a propria disposizione, la quale si caricherà poco alla volta colpendo con successo l'avversario oppure venendo feriti; maggiore sarà la carica a disposizione e più devastanti saranno gli attacchi magici ottenibili tramite l'esecuzione di combo specifiche impartite dal giocatore contro il nemico. La barra dell'energia magica è divisa in tre celle, che si riempono individualmente e consentono di potenziare e integrare i vari tipi di attacchi standard.
L'altra barra molto importante è quella del Santo Graal, posta al centro della parte più alta dello schermo, la quale similmente alla precedente, si riempirà man mano che i personaggi perderanno un po' di salute. Una volta riempitasi, questa permetterà a uno dei due di poter usufruire di alcuni privilegi come il graduale recupero della vita oppure l'utilizzo della super mossa finale; in entrambi i casi verrà consumata l'energia magica. La forza e il tipo della super mossa finale variano a seconda della quantità di energia magica spesa per attivarla. Alcuni personaggi (Kotomine, Bazett e Rin) hanno anche un numero limitato e irrecuperabile di oggetti speciali necessari per condurre attacchi a distanza unici. Esistono quattro livelli di difficoltà che possono essere modificati tra una partita e l'altra.
I colpi dell'avversario possono essere parati difendendosi oppure schivandoli, muovendosi attraverso lo scenario. Un giocatore conduce una serie di scontri, che vanno da un minimo di 2 a un massimo di 3 round (a seconda del valore impostato dal giocatore), con avversari controllati dal computer o con un altro giocatore. La durata dei singoli round può essere limitata o illimitata, anche in questo caso in base alle impostazioni scelte. A seconda delle combinazioni utilizzate e dei danni inflitti con il loro aiuto durante il round, vengono utilizzati dei punti che servono a calcolare statisticamente il successo del gioco in determinate modalità.
Il gioco si divide in 7 modalità diverse. Arcade è la modalità originale presente nella versione arcade, dove bisognerà selezionare un personaggio e percorrere la sua storia fino alla conclusione, che giungerà con l'ottavo duello. VS-CPU permette di sfidare un altro personaggio controllato dal computer. VS-2P consente a due giocatori di affrontarsi fra loro. Nella versioni arcade e PlayStation 2 è possibile farlo direttamente in locale mentre in quella per PSP sarà necessario collegare le due console tramite Wi-Fi.
In Watch si possono scegliere due personaggi e assistere a un combattimento tra quest'ultimi mentre sono controllati dal computer. Tutorial mostra le basi del gioco, sia a livello principiante che avanzato. Practice permette di fare allenamento con i personaggi. Nella modalità sbloccabile Survival bisognerà affrontare una lunga serie di avversari cercando di sopravvivere il più a lungo possibile. In Mission bisognerà completare una serie di missioni con requisiti che varieranno da caso a caso. In Extra invece è possibile vedere i contenuti sbloccati, ovvero le illustrazioni, i filmati e i modelli dei personaggi.

### Personaggi
- Saber
- Shirō Emiya
- Archer
- Rin Tōsaka
- Lancer
- Rider
- Berserker

- Assassin
- Gilgamesh
- Caster
- Kirei Kotomine
- Sakura Matō
- Luviagelita Edelfelt

Esclusivi per PS2 e PSP
- Bazett Fraga Mcremitz
- Saber Alter
- Saber Lily

- Leysritt
- Zero Lancer

## Produzione
L'idea di sviluppare un videogioco picchiaduro basato sull'ambientazione e sui personaggi di Fate/stay night apparteneva al co-fondatore e illustratore di Type-Moon Takashi Takeuchi. Durante gli ultimi preparativi per l'uscita di una visual novel alla fine del 2003, insieme allo sceneggiatore Kinoko Nasu si era appassionato al titolo picchiaduro Gotcha Force. La produzione di Capcom e, impressionato dal gameplay di questo gioco, ha deciso di accettare l'idea di tradurre i principi di base di Fate/stay night in una forma di confronto tra due avversari dietro una console di gioco. Nel 2007, Type-Moon insieme alla società Cavia Russian sotto gli auspici di Capcom ha pubblicato un picchiaduro comico super deformed, Fate/tiger colosseum. Successivamente queste società iniziarono a pianificare un nuovo titolo dello stesso genere per le macchine da gioco Namco System 246, seguito da un port per PlayStation 2, dove ricevette il titolo Fate/unlimited codes. Da parte dell'editore, Kazuhiro Tsuchiya è stato nominato produttore da Type-Moon e Takeuchi ha supervisionato personalmente il progetto. Tuttavia, nella prima fase di progettazione del gioco nell'estate 2007, Cavia, a causa di difficoltà finanziarie, fu costretta a tagliare il personale e a sospendere temporaneamente lo sviluppo di tutti i nuovi progetti, compreso Fate/unlimited codes.
Con la mediazione di Tsutsii nello stesso anno, tutti i materiali del futuro gioco furono trasferiti a Eighting. Yuki Tagava è diventato il programmatore principale del progetto, Nobuyuki Irie è divenuto il progettista dei modelli 3D mentre Naoto Naruse è stato approvato come capo sviluppatore. La base del gameplay era basata sulle abilità dei personaggi della visual novel originale - le cosiddette "Armi Nobili" (Noble Phantasm), che sono le abilità uniche dei personaggi "Servant" attivate dall'energia magica. Per il resto dei personaggi che non possedevano "Armi Nobili", sono state inventate delle nuove tecniche tenendo conto delle specificità di ciascun personaggio formulate nei materiali originali. Il limite massimo di danno per tutte le super mosse per creare un equilibrio di gioco era impostato per essere lo stesso per tutti i personaggi e ammontava a 7000 punti salute, nonostante in Fate/stay night tali colpi avessero una potenza diversa. I luoghi simulati della visual novel sono stati utilizzati come arene per le battaglie. La sceneggiatura della trama di ogni personaggio è stata scritta da Kinoko Nasu, anche se Takeuchi in seguito ha ammesso che a causa delle numerose semplificazioni riguardanti l'opera originale, queste storie possono essere considerate inferiori tra i fan dell'universo di Fate.
Ryuuji Higurashi, che in precedenza aveva ricoperto lo stesso incarico durante lo sviluppo di Gotcha Force, è stato invitato a interpretare il ruolo di character designer grafico. Higurashi, insieme a Takeuchi e ai dipendenti di Type-Moon, ha completato tutti i materiali grafici del futuro gioco, in stretta conformità con le caratteristiche stilistiche del design di Fate/stay night. Il personaggio di Saber Lily è stato originariamente creato da Takeshi Takeuchi, come costume alternativo di Saber, basato sull'abito indossato da quest'ultima in una parte della Route di Unlimited Blade Works della visual novel originale, e ha preso il nome dalla somiglianza del colore e della forma del vestito con il giglio bianco (infatti lily in inglese significa per l'appunto giglio). Dopo l'uscita del gioco sulle macchine arcade, Saber Lily ha ricevuto molti giudizi positivi dai fan e, a differenza dei costumi di gioco degli altri personaggi, durante il porting su PlayStation 2, aveva il suo nome visualizzato nell'interfaccia di gioco. In seguito Saber Lily fu inserita anche nella versione per PSP. Originariamente si prevedeva di includere il personaggio solo in un'edizione limitata del gioco, ma in seguito è stato inserito nella versione standard. Il 30 maggio 2012, è stato comunicato che, a causa della scadenza della licenza digitale, Capcom USA avrebbe interrotto la vendita del gioco su PlayStation Store in quella regione a partire dal 12 giugno dello stesso anno.
La colonna sonora del gioco è stata composta da Basiscape, che ha realizzato nuove composizioni musicali di sottofondo e ha anche arrangiato le tracce originali della visual novel Fate/stay night. La sigla d'apertura è code cantata da Sachi Tainaka, che venne successivamente pubblicata come singolo.

## Accoglienza
| Testata                            | Versione | Giudizio |
| ---------------------------------- | -------- | -------- |
| Metacritic (media al 19-02-2024)   | PSP      | 72/100   |
| 1UP.com                            | PSP      | B-       |
| Famitsū                            | PS2      | 28/40    |
| GamePro                            | PSP      | 3/5      |
| GameSpot                           | PSP      | 7/10     |
| IGN                                | PSP      | 8.2/10   |
| Official U.S. PlayStation Magazine | PSP      | 4/5      |
| PlayStation LifeStyle              | PSP      | 6/10     |

Il porting del gioco per PlayStation Portable ha venduto 34 000 unità in Giappone durante la settima di uscita, rimanendo dietro a Tomodachi Collection. L'accoglienza da parte della critica specializzata è stata positiva, raggiungendo un punteggio di 72 su 100 sull'aggregatore di recensioni Metacritic. La versione per PlayStation 2 ha ottenuto un punteggio di 28/40 dalla rivista Famitsū, basato sulla somma dei punteggi (da 0 a 10) dati al gioco da quattro recensori della rivista.
La grafica del gioco ha ricevuto giudizi contrastanti. In particolare, Evgeny Zakirov, editorialista della rivista Country of the Games, ha notato l'uso del low poly per la modellazione dei personaggi, che secondo Will van Dijk del sito web spagnolo Meristation, richiedeva l'assuefazione del giocatore. Tuttavia, se Zakirov considerava questo difetto acritico per la versione PSP, allora Van Dijk ha ritenuto che la grafica del gioco era molto indietro rispetto a Soulcalibur: Broken Destiny e Dissidia Final Fantasy. A causa di questo effetto, il critico del portale Internet PS Illustrated, Matt Henchy, ha definito i volti dei personaggi come semplici "curve". Sul lato positivo, Zakirov e van Dijk hanno delineato l'uso dell'animazione cel-shading, che ha permesso, secondo le loro parole, "di creare una corrispondenza con lo spirito dell'opera originale". Todd Siolek di Anime News Network ha sottolineato come una virtù del gioco il discreto design dei personaggi, soprattutto se paragonato alla serie Guilty Gear. La maggior parte dei critici, oltre a ciò, ha sottolineato il buon dettaglio dei costumi di ciascuno dei personaggi, così come l'elaborazione e la diversità dell'animazione e degli effetti speciali. Carolyn Petit di GameSpot ha considerato che in Fate/unlimited codes sono state utilizzate visuali molto diverse, che hanno consentito di diversificare la gamma visiva complessiva. Matt Henchy ha sottolineato la buona qualità delle immagini di sfondo utilizzate nelle cutscene, anche se ha affermato "preferirei vedere un video di gioco animato a tutti gli effetti".
Secondo i recensori uno dei pregi principali di Fate/unlimited codes è il sistema di combattimento creato e le varie combinazioni di colpi che si possono eseguire. William van Dyck ha sostenuto che nonostante il gameplay di questo picchiaduro non introducesse alcuna innovazione dal punto di vista del genere, il sistema di combo risultate si rivelava unico e di alto livello. I redattori hanno sottolineato la facilità di apprendere le basi del gioco, nonché la comodità e la facilità di gestione, comprensibili per i principianti del genere. Il gioco è stato riconosciuto come ben bilanciato per quanto riguarda la forza dei singoli personaggi, cosa che è stata realizzata grazie alla differenza di velocità e al tipo predominante di attacchi tra lottatori forti e deboli. I critici hanno ritenuto che le abilità di ciascun personaggio corrispondono a quelle che possiede nella visual novel originale e grazie a una diversa originalità al giocatore veniva richiesto di creare strategie per l'uso di tecniche individuali per un particolare avversario. Tra le modalità di gioco, Mission è stata ritenuta adatta per insegnare varie tecniche di combattimento. È stato riconosciuto che un gran numero di risultati di gioco contribuiscono alla sua rigiocabilità. Tuttavia, Yevgeny Zakirov ha trovato i minigiochi delle missioni aggiuntive completate "non così interessanti come in Street Fighter IV".
L'uso del doppiaggio giapponese nella versione localizzata in inglese è stato percepito in modo ambiguo: alcuni critici hanno visto questa caratteristica come un pregio sottolineando il collegamento con Fate/stay night. Altri lo consideravano un difetto, incidendo sulla difficoltà di comprensione della trama. Tuttavia, il doppiaggio giapponese è stato riconosciuto all'unanimità per la sua alta qualità. Le opinioni divergevano nel valutare la colonna sonora di sottofondo, che si discostava dalla percezione della stessa come "piacevole", "diversa", "complementare al gameplay", "una normale miscela di rock elettronico e j-pop" e "non memorabile".
Secondo Gaming Age, un difetto significativo era la mancanza di notifica ai giocatori sulla modalità di salvataggio automatico inizialmente disattivata, a causa della quale alcuni progressi del gioco potevano andare persi. I critici occidentali hanno anche sottolineato errori di ortografia nella versione localizzata, l'impossibilità di acquisire il gioco su supporto fisico Universal Media Disc, la riduzione del numero di abilità dei personaggi rispetto alla versione PS2, così come il prezzo elevato della sola versione digitale per PlayStation Network.
In generale, il gioco è stato definito un rappresentante "degno" e di "qualità" del genere, sebbene inferiore nel design visivo a Soulcalibur: Broken Destiny. Todd Siolek ha definito Fate/unlimited codes come "uno dei migliori adattamenti degli anime al genere dei giochi picchiaduro". Secondo William van Dyck e Carolyn Petit, il gioco era un esempio di "un buon equilibrio tra semplicità e profondità di gameplay", e  "sapeva come sfruttare i propri pregi". Ryan Clements di IGN ha definito il gameplay di Fate"unlimited codes come "più interessante di quello di Soulcalibur: Broken Destiny". Il critico di Game Chronicles ha consigliato il gioco sia ai fan della serie Fate che agli appassionati di picchiaduro Capcom.